# 博伊爾巴赫河
47°59′20″N 11°00′10″E / 47.98891°N 11.00281°E

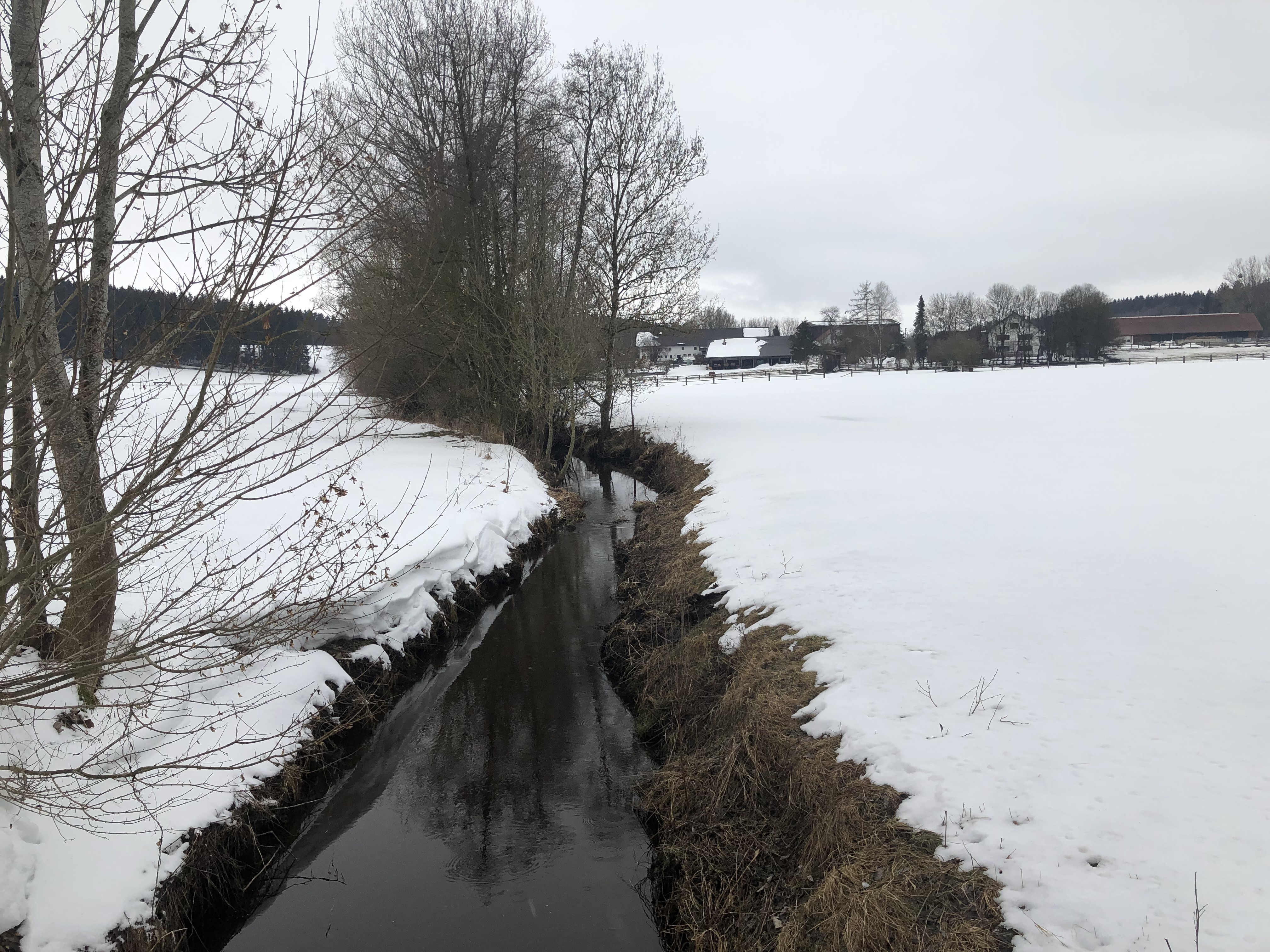

博伊爾巴赫河（德語：Beurerbach），是德國的河流，位於該國東南部，由巴伐利亞負責管轄，發源自溫達赫，河道全長7.3公里，流域面積15平方公里。